# 大中華金融
大中華金融控股有限公司，簡稱大中華金融控股和大中華金融（英語：GREATER CHINA FINANCIAL HOLDINGS LIMITED，港交所：0431），在1991年，由前主席楊鴻游，於香港（總部）成立「詠輝（中國）企業有限公司」（前身為「詠輝（歐洲）企業有限公司」，直至2005年11月4日結業止）。
該公司前身為「詠輝國際集團有限公司」、「大中華科技實業控股有限公司」和「大中華實業控股有限公司」，主席為馬曉玲。
當時經營生產和銷售各種鞋類產品，現時經營從事投資控股、生產及銷售肥料和化學品、工業用物業發展及倉庫項目以及燃料、金屬材料和電子零件產品之貿易。
該股份在1992年9月16日於港交所主板上市。
在2001年，該公司被港交所批評前身為「詠輝國際」前董事等人，牽涉違反《上市協議》以及各人在《證券上市規則》附錄五B所載表格中向聯交所作出的《董事的聲明及承諾》。
2014年12月中，該公司以180萬港元，包括可換股票據，收購ORIENTAL CREDIT HOLDINGS LIMITED（東方信貸控股有限公司）股權2015年1月，由於上述收購完成交易，該公司在2015年1月21日，委任郎世杰出任非執行董事職務。
2015年4月15日，該公司初步以6.5億港元，收購位於上海市的「當天金融信息服務有限公司」。其後在2015年7月8日完成，初步顯示，該公司和「龍圖有限公司」持有「當天金融」45%和65%股權，代價為2.7284億港元，配價為3.8港元，配發71,800,000股。

## 連結
- irasia.com/listco/hk/greaterchina （页面存档备份，存于）